# Operació Linebacker II
L'Operació Linebacker II va ser una campanya de bombardejos aeris massius endegada pels Estats Units d'Amèrica (EUA) contra la República Democràtica del Vietnam durant la Guerra del Vietnam. Executada per la 7a Força Aèria i la Task Force 77 de la Marina dels Estats Units, l'operació es va desenvolupar entre el 18 de desembre i el 29 de desembre de 1972, dotze dies de campanya militar que també van rebre els noms informals d'«incursions de desembre» i «bombardejos de Nadal». A diferència de les anteriors operacions de bombardeig Rolling Thunder i Linebacker, pretenia ser una campanya de bombardeig d'«esforç màxim» que destruís els principals objectius de les zones de Hanoi i Hai Phong, cosa que només podia aconseguir-se amb l'ús dels bombarders Boeing B-52 Stratofortress. L'operació es va convertir en el major atac aeri efectuat pels EUA des de la Segona Guerra Mundial. Linebacker II va ser una extensió dels bombardejos de l'operació Linebacker, executada entre maig i octubre de 1972. Tanmateix, en aquesta ocasió es van fer modificacions a l'emprar-se un nombre més gran de bombarders pesats B-52 en detriment d'avions tàctics més petits.
Els B-52 van llançar 15.327 tones de bombes en 741 vols sobre el Vietnam de Nord, a les que cal afegir les 5.000 tones de bombes llançades per caces bombarders. Durant la campanya es van realitzar 212 sortides addicionals de B-52 per donar suport a les operacions terrestres a Vietnam del Sud. El Vietnam del Nord va patir severs danys en les seves infraestructures i els EUA van celebrar la destrossa que els seus bombardejos havien provocat en la capacitat industrial de país, encara que altres fonts, com el periodista Bob Woodward, sostenen que tot i l'eufòria oficial, Richard Nixon i el seu govern pensaven que els atacs no havien aconseguit «res de res». Per la seva banda, el govern del Vietnam de Nord, els seus aliats i fins i tot alguns països occidentals, com Austràlia, alineats amb els EUA, van criticar o denunciar els bombardejos. Vietnam de Nord va denunciar «que els EUA havien bombardejat hospitals, escoles i zones residencials, cometent crims bàrbars contra el nostre poble».
Menys d'un mes després, el 27 de gener de 1973, es van signar els Acords de pau de París.